# 가와마에 리키야
가와마에 리키야(일본어: 川前 力也, 1971년 8월 20일 ~ )는 일본의 전 축구 선수이다.

## 구단 경력
과거 세레소 오사카, 사간 도스, 미토 홀리호크에서 활동하였다.